# Venha-Ver
Venha-Ver là một đô thị thuộc bang Rio Grande do Norte, Brasil. Đô thị này có diện tích 71,622 km², dân số năm 2007 là 3810 người, mật độ 53,2 người/km².